# مسيرة ملعب الثورة بصنعاء
مسيرة ملعب الثورة اسم يطلق على المسيرة التي خرج بها المتظاهرون ضد الرئيس صالح في يوم 27 أبريل 2011 م في العاصمة صنعاء، والتي تم الاعتداء عليها برصاص قوات الأمن ومسلحين يلقبون محليا بـ«البلاطجة» والذين كانوا يتمركزوا بداخل ملعب مدينة الثورة الرياضية، مما أسفر عن مقتل 13 وإصابة 210 آخرين عشرة منهم في حال الخطر

## معلومات أساسية

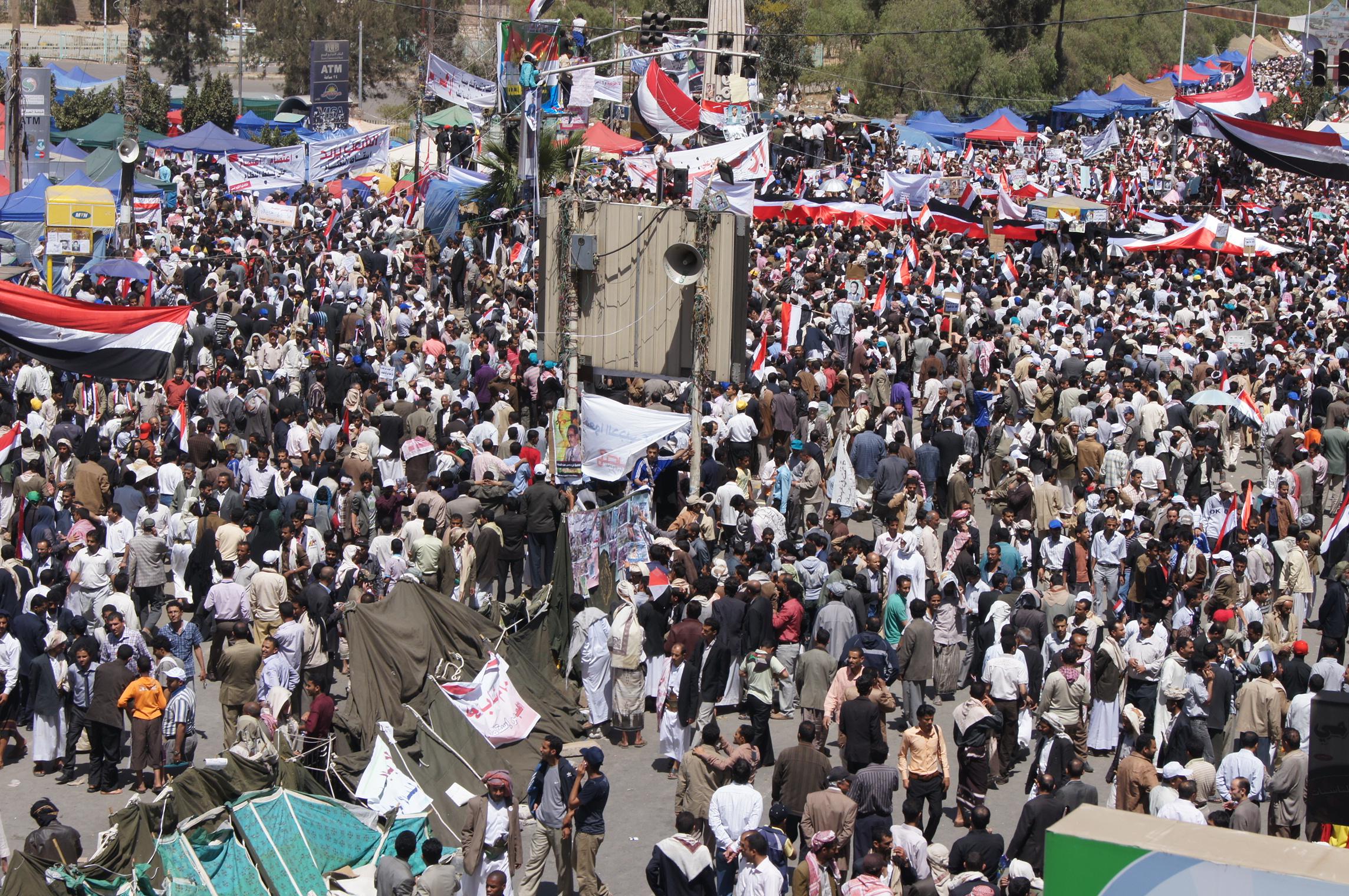
مظاهرة في صنعاء

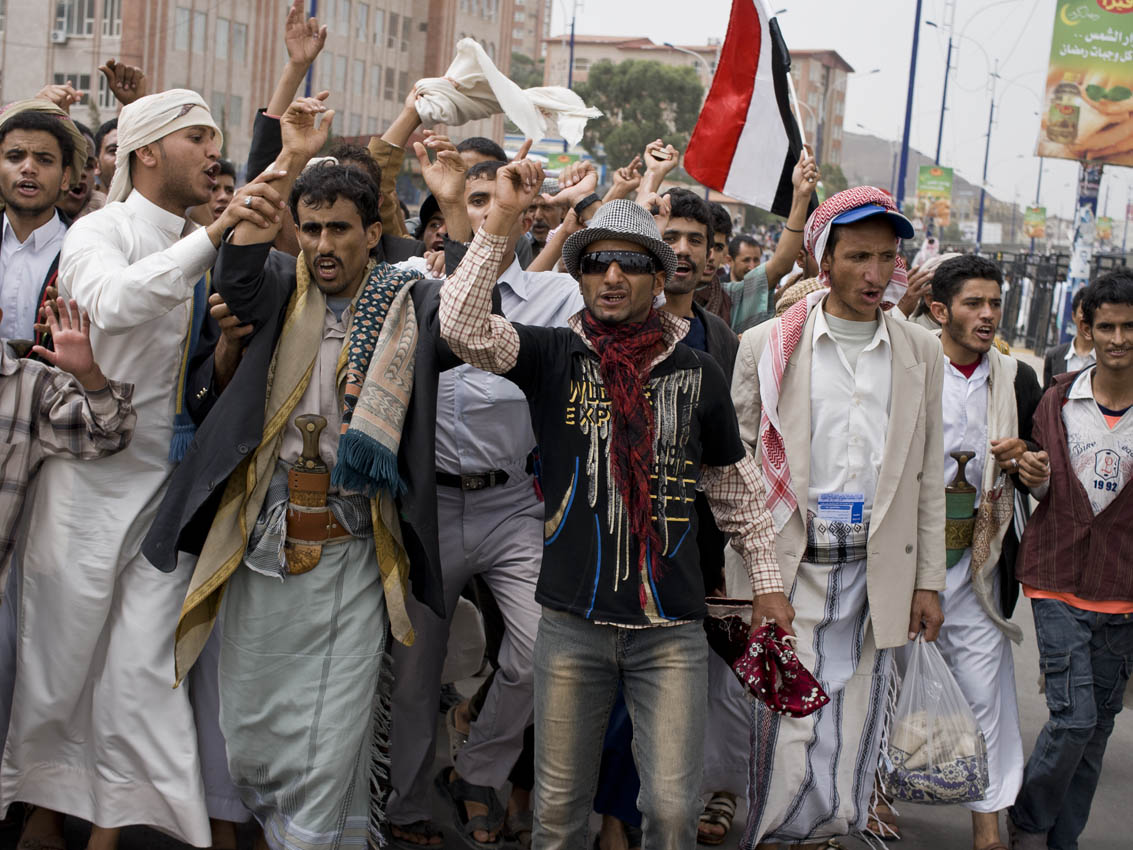
في الأول من رمضان يوم الثلاثاء مسيرة تسير على شوارع صنعاء

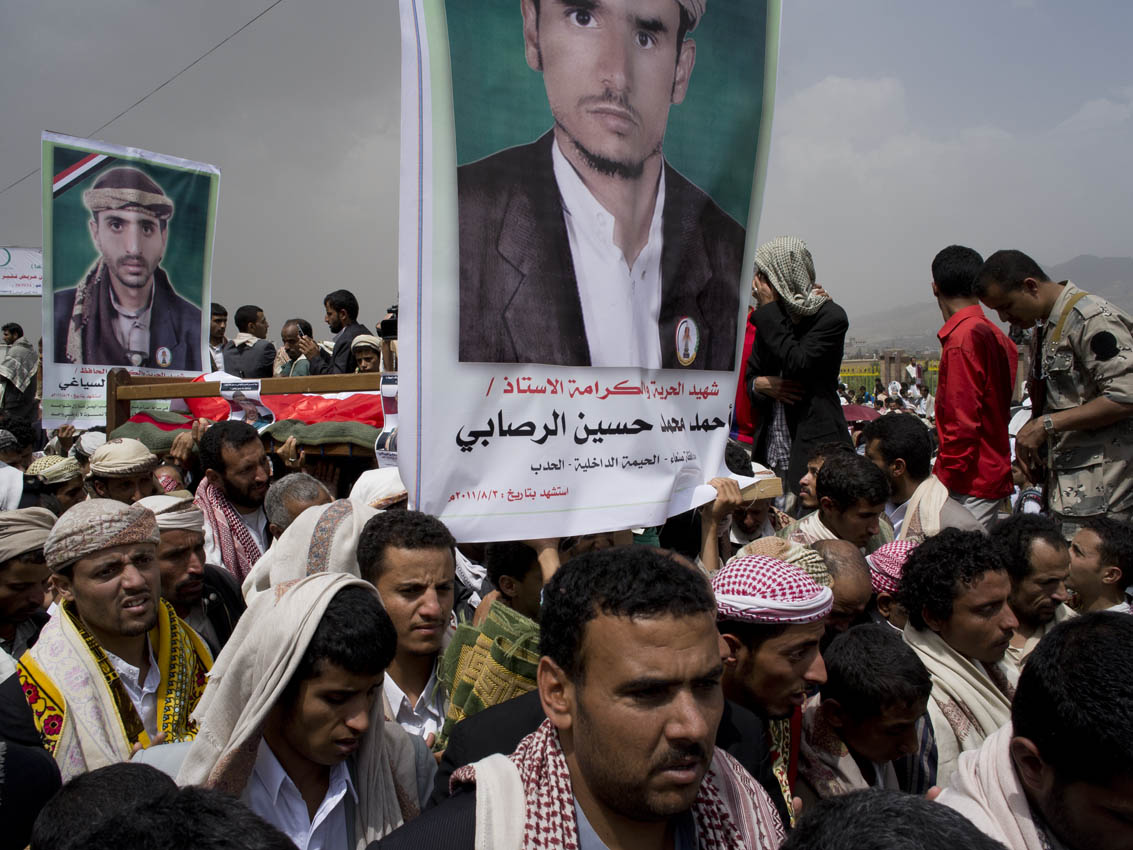
صور لجنازات شهداء الثورة

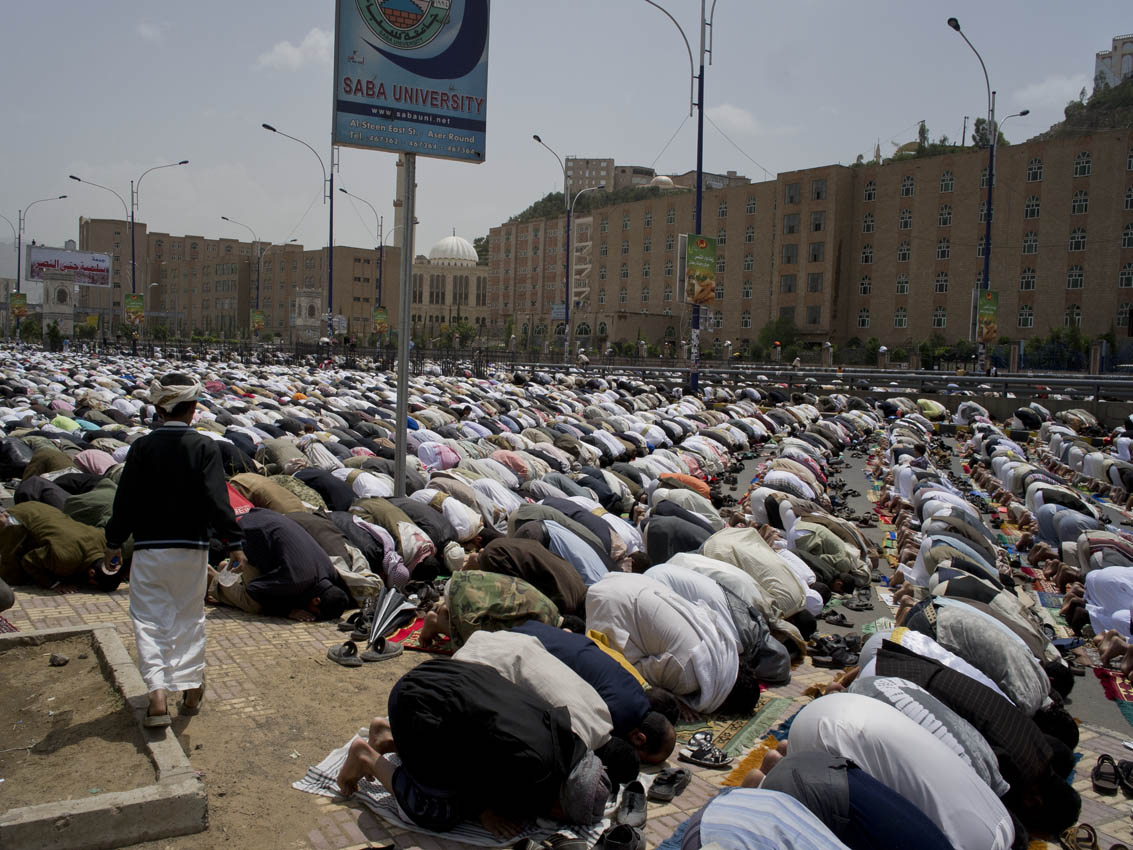
المتظاهرون في صلاة الجمعة بشارع الستين بصنعاء

قامت مظاهرات شعبية على غرار الثورة التونسية وزادت حدتها بعد ثورة 25 يناير المصرية خرج المتظاهرون للتنديد بالبطالة والفساد الحكومي وعدد من التعديلات الدستورية التي كان ينويها علي عبد الله صالح ، مؤشر التنمية البشرية منخفض جدا في اليمن، إذ تحتل البلاد المرتبة 133 من 169 دولة يشملها التقرير والحكومة يمنية هي أكثر الحكومات فسادا سياسيا وعسكريا واقتصاديا جاء ترتيب اليمن في المرتبة 164 من 182 دولة شملها تقرير الشفافية الدولية لعام 2011 المعني بالفساد، ولا تتجاوزه دول عربية أخرى سوى العراق والصومال حكم علي عبد الله صالح اليمن لمدة 33 سنة وأستأثر أقاربه وأبناء منطقته بمناصب مهمة وحساسة في الدولة وصنف اليمن كدولة فاشلة وأحتل المرتبة 13 من قبل مؤسسة صندوق دعم السلام المعني بتصنيف فشل الدول
خرج مايقارب 16,000 متظاهر في 27 يناير 2011 تنديدا بالأوضاع الاقتصادية والسياسية للبلاد وأعلن صالح أنه لن يرشح نفسه لفترة رئاسية جديدة ولن يورث الحكم لإبنه أحمد في 2 فبراير تظاهر 20,000 شخص في الميادين العامة مطالبة بتنحي صالح دون شروط في بدايات شهر مارس، بدأ الأمن المركزي باستعمال العنف ضد المتظاهرين، فقتل ثلاثة أشخاص في صنعاء وشخص في المكلا وفي 18 مارس، قتل 52 شخص برصاص قناصة ورغم أن اليمن من أكثر بلدان العالم تسلحا، حاول الثوار المحافظة على سلمية ثورتهم قدر المستطاع ولم يشكل الطلبة والشباب الذين كانوا لب الاحتجاجات أي ميليشيات مسلحة للتصدي لقوات الأمن المركزي.

صورة العام لمتظاهر يمني مصاب بعدسة صاموئيل آراندا لصحيفة النيويورك تايمز

في 23 أبريل، قبل صالح اقتراحا بالتنحي ونقل الحكم إلى نائبة بعد ثلاثين يوما من التوقيع، وشمل الاتفاق حصانة له ولأسرته، وتشكيل حكومة وفاق وطني من المؤتمر واحزاب اللقاء المشترك، لم يتم التوقيع والإتفاق رسمي أو من الجانبين ومع إمكانية استمرار المواجهة. قررت المعارضة الموافقة على الصفقة بعد أن كانت قد رفض في البداية شروط صالح، ومن المتوقع أن يدخل حيز التنفيذ قبل 2 مايو. رفض صالح التوقيع بنفسه، وقد رفضت المعارضة اقتراحا لتوقيع الاتفاقية من كبار المسؤولين كوكلاء عن صالح. في 22 مايو، بعد أن وافق صالح على هذه الصفقة وبعد ساعات فقط رفض صالح التوقيع على المبادرة، وأعلن «مجلس التعاون الخليجي» عن تعليق جهودها في التوسط في اليمن.
وتم التوقيع على المبادرة أخيراً في يوم الأربعاء 23 نوفمبر في الرياض على اتفاق نقل السلطة في اليمن في ضوء المبادرة الخليجية حيث اتفقت الأطراف على تشكيل حكومة وحدة وطنية خلال 14 يوما وإجراء انتخابات رئاسية خلال 90 يوما، وفي 25 فبراير 2012 (انتهى حكم على عبد الله صالح رسميا).
و بعد الانتخابات الرئاسية اليمنية 2012 والتي فاز بها المرشح الوحيد الرئيس الحالي عبد ربه منصور هادي، هدأت المظاهرات التي استمرت سنة وشهرا كاملا وقتل فيها 2,000 و 22,000 جرح وسجن 1,000 متظاهر وتعرض للتعذيب ولازالت بعض الاحتجاجات والاعتصامات مستمرة التي ترى أنه لم يتم تحقيق مطالب الثورة بعد، ومن المتوقع أن تقام انتخابات رئاسية وبرلمانية في 2014

## أحداث مسيرة ملعب الثورة
خرج مئات الآلاف عصر اليوم في مسيرة حاشدة رفضا للمبادرة الخليجية وللمطالبة برحيل صالح الفوري عن السلطة، وقد انطلقت المسيرة من ساحة التغيير بصنعاء باتجاه شارع عمران، مرورا بمبنى التلفزيون ومبنى مجلس الشورى، حيث كانت في طريقها للعودة من شارع الحصبة إلى ساحة التغيير مرة أخرى. لكن البلاطجة وقوات أمنية تتمركز داخل صالة الثورة الرياضية اعترضت المسيرة حينما مرت قرب الصالة وباشرت بإطلاق الرصاص الكثيف مما أدى إلى مقتل 13 شخصا وإصابة 210 آخرين عشرة منهم في حال الخطر.
وأشار الشهود للجزيرة نت إلى أن مجاميع مسلحة من مؤيدي الرئيس صالح كانت تتمترس داخل مخيمات كبيرة في مبنى اللجنة الأولمبية وملعب الثورة الرياضي، إلى جانب أطقم عسكرية من النجدة والحرس الجمهوري، وأنهم انهالوا على المتظاهرين بالرصاص الحي، وأضاف الشهود أن أطقما عسكرية شاركت في إطلاق النار من رشاشاتها المضادة للطائرات. وأفادت مصادر من شباب الثورة اختطاف نحو 80 جريحا ومتظاهرا بأيدي قوات الأمن والمسلحين، وأنهم محتجزون حتى الآن داخل مبنى الملعب الرياضي واللجنة الأولمبية، وناشد شباب الثورة منظمات حقوق الإنسان والجهات المعنية سرعة التدخل لإطلاق سراح المختطفين.

## ردود الفعل
- منظمة العفو تدعو لمحاسبة الرئيس: دعت منظمة العفو الدولية إلى محاسبة الرئيس علي عبد الله صالح على انتهاكات حقوق الإنسان، وعدم منحه مع حلفائه السياسيين أي حصانة من الملاحقة القضائية كثمن لإنهاء الأزمة المتصاعدة لحقوق الإنسان في بلاده. وقالت المنظمة إن صالح، وبعد أشهر من الاحتجاجات على 33 عاما من حكمه، من المتوقع أن يتوصل إلى اتفاق على صفقة لنقل السلطة إلى قادة المعارضة والتنحي في غضون 30 يوما يبدو أنه سيوفر له ولأركان حكمه حصانة يمكن أن تحول دون محاكمتهم عن مقتل أكثر من 120 متظاهرا وغيرها من الانتهاكات التي ارتكبت أثناء الاحتجاجات الأخيرة والسنوات السابقة.[26]
- علي محسن يتهم الرئيس بالسعي للاقتتال: اتهم قائد المنطقة الشمالية الغربية في الجيش اليمني اللواء علي محسن الأحمر الرئيس علي عبد الله صالح بمحاولة جر الجيش إلى الاقتتال. وقال الأحمر في بيان اليوم إن «التمادي في قمع المعتصمين السلميين وقتلهم والاعتداءات المتكررة عليهم هي في حد ذاتها محاولات يائسة لجر أبناء القوات المسلحة والأمن للمواجهة والاقتتال فيما بينهم لتتحقق أحلام الطغاة المريضة، ونواياهم الفاسدة لتمزيق الوطن وشرذمته». جاء ذلك بعد يوم من مقتل 15 محتجا على الأقل وإصابة 150 برصاص قوات الأمن في صنعاء وعدن، فيما جرح المئات في مواجهات بمدينة تعز.[27]
- المبادرة في خطر: حذرت المعارضة من أن استمرار إطلاق النار على المتظاهرين السلميين في الشارع سيعرض للخطر الاتفاق المزمع التوقيع عليه يوم الاثنين المقبل لإنهاء الأزمة الراهنة. واتهمت المعارضة النظام اليمني بالسعي إلى «التنصل» من الاتفاق الذي رعته دول مجلس التعاون الخليجي للخروج من الأزمة. وندد اللقاء المشترك بما سماه «المجزرة الوحشية التي ارتكبتها أجهزة ومليشيا الأسرة (الحاكمة) يوم أمس ضد المتظاهرين سلميا»، محملا المسؤولية المباشرة للرئيس اليمني علي عبد الله صالح «وأبنائه وإخوته وأبناء إخوته».[28]